# Хилеморфизъм
Хилеморфизъм е философска теория на Аристотел, която анализира субстанцията като материя и форма. Понятието идва от гръцки „ὑλο“ – дърво, материя и „μορφή“ – форма. Средновековните автори тълкуват понятието като метафора – преобразуването на виното и хляба в Христовата плът и кръв. В аристотеловия речник, думата „хиле“ (материя) има съвсем различно значение от това, което думата „материя“ има днес. За Аристотел, този термин е относително понятие. Иначе казано, за Аристотел нещо може да бъде материя, без то да съществува физически. Аристотел дори нарича геометричните фигури „интелигибелна материя“.